# Fabio Luque-Notaro
Pour les articles homonymes, voir Luque et Notaro.
Fabio Luque-Notaro, né le 31 août 2005 à Vaduz au Liechtenstein, est un footballeur international liechtensteinois qui évolue au poste d'attaquant au FC Schweinfurt 05.

## Biographie

### Carrière en club
Fabio Luque-Notaro est formé par le FC Vaduz, qui évolue en championnat de Suisse de deuxième division. Il joue dans un premier temps avec l'équipe reserve du club qui joue en Coupe du Liechtenstein.

### Carrière en sélection
Luque-Notaro est international avec l'équipe du Liechtenstein des moins de 17 ans puis l'équipe espoirs.
Peu avant l'anniversaire de ses 18 ans, Luque-Notaro est convoqué pour la première fois avec l'équipe senior du Liechtenstein. Il honore sa première sélection le 8 septembre 2023, lors d'une défaite 2-1 à l'extérieur contre la Bosnie-Herzégovine,.

## Style de jeu
Attaquant jouant principalement au poste d'avant-centre, Luque-Notaro est décrit comme un joueur rapide, doué athlétiquement et avec une bonne détente aérienne, lui valant d'être comparé notamment à Danny Welbeck.